# Strongylocentrotus polyacathus
Strongylocentrotus polyacathus is een zee-egel uit de familie Strongylocentrotidae.
De wetenschappelijke naam van de soort werd in 1907 gepubliceerd door Alexander Agassiz & Hubert Lyman Clark.